# International Association for Sustainable Aviation
Die International Association for Sustainable Aviation (IASA e.V.) ist eine deutsche Nicht-Regierungsorganisation (NRO) auf internationaler Ebene in der Rechtsform eines eingetragenen, gemeinnützigen Vereins. Sitz der IASA e.V. ist Bonn. Die International Association for Sustainable Aviation verfolgt einen holistischen Ansatz zur Verbesserung der Nachhaltigkeit im Luftverkehr. Sie ist in die Öffentliche Liste über die Registrierung von Verbänden und deren Vertretern des Bundestags eingetragen. Der Verband ist bei der Europäischen Kommission im Bereich Forschung und Innovation akkreditiert.

## Geschichte
Die International Association for Sustainable Aviation wurde am 13. November 2013 im Haus der Luftfahrt in Bonn gegründet. Die IASA e.V. ist beim Amtsgericht Bonn unter der Nummer VR 9780 in das Vereinsregister eingetragen. Die Zuerkennung der Gemeinnützigkeit erfolgte am 25. April 2014.
Der Vorstand wird seit Beginn von seinen beiden Gründungsvätern Rudolf (Rolf) Dörpinghaus (Vorstandsvorsitzender) und Michael Wühle gebildet.
Die International Association for Sustainable Aviation (IASA e.V.) hat sich inzwischen zu einem Luftfahrtverband entwickelt, dem neben persönlichen Mitgliedern auch zahlreiche Unternehmen, Verbände und Vereine aus der Luftfahrtbranche angehören.

## Ziele
Die Mitglieder der International Association for Sustainable Aviation sind überzeugt davon, dass die umfassende Methode Nachhaltigkeit der Schlüssel für eine nachhaltige Luftfahrt ist, die ökonomisch stabil ist, den negativen Einfluss auf die Umwelt minimiert und für ihre Anspruchsgruppen ein gesellschaftliches Vorbild ist.
IASA trägt durch sach- und fachgerechte Information zur Versachlichung der öffentlichen Diskussion bei. Dabei soll der Blick auf ganzheitliche Bemühungen zur Verbesserung der Nachhaltigkeit im Luftverkehr gelenkt werden, da ein nachhaltiger Luftverkehr ohne nachhaltiges Fluggerät, ohne nachhaltige Infrastruktur und ohne nachhaltige Verfahren am Boden und in der Luft nicht darstellbar ist. IASA fördert die konstruktive Zusammenarbeit aller Beteiligten in Wissenschaft, Industrie und Luftverkehrswirtschaft, in Politik, Verbänden und Medien durch spartenübergreifende, aktuelle und praxisnahe Information und modernes Networking. Der Luftfahrtverband verdeutlicht die Leistungen des Luftverkehrs im ökonomischen, ökologischen und sozialen Bereich nach innen und außen.

## Kooperationspartner
IASA kooperiert mit folgenden Stiftungen, Instituten und Verbänden, die sich ähnlich wie die IASA dem Prinzip Nachhaltigkeit verschrieben haben und mit ihrer Organisation Mitglied der IASA wurden:
- Ludwig-Bölkow-Stiftung[3] (7. Mai 2014)
- Fraunhofer ICT (1. August 2014)
- Energy Globe Foundation[4] (22. September 2014)
- Berlin-Brandenburg Aerospace Allianz (BBAA e.V.)[5] (24. Mai 2015)
- Forschungsflughafen Braunschweig[6] (20. Oktober 2015)
- Bundesvereinigung Nachhaltigkeit[7] (14. Juni 2016)
- Climate Citizenship – Terry Swartzberg (24. August 2017)
- Lindbergh Gallery LLC – Erik Lindbergh (22. November 2017)

## Aufgaben und Projekte
Die Mitarbeit in Arbeitsgruppen unterschiedlicher Bundesministerien ist für die IASA e.V. ein zentrales Element um ihre Vorstellungen und Visionen einer nachhaltigen Luftfahrt zu verdeutlichen und gestalterisch an Strategien, Richtlinien und Projekten der Bundesregierung mitwirken zu können. Seit dem Jahr 2015 wirkt IASA als Luftfahrtverband auf die staatlichen Rahmenwerke in den Themenbereichen Luftverkehr und Nachhaltigkeit ein, z. B. bei der Mobilitäts- und Kraftstoffstrategie der Bundesregierung (MKS) der Bundesregierung, bei dem Gesetz zur Stärkung der nichtfinanziellen Berichterstattung der Unternehmen in ihren Lage- und Konzernlageberichten (CSR-Richtlinie-Umsetzungsgesetz), oder bei der Überarbeitung der Deutschen Nachhaltigkeitsstrategie vom 16. Juli 2016.
IASA-Journal
Die Öffentlichkeit über die Möglichkeiten und Potenziale einer nachhaltigen Luftfahrt zu informieren ist ein zentraler Bestandteil der Vereinsaktivitäten. IASA veröffentlicht dazu in Deutsch und Englisch ein Online-Journal, das zunehmende Aufmerksamkeit erfährt (IASA-Journal).
Power-to-Liquid
Die IASA beschäftigt sich seit ihrer Gründung mit dem Thema CO2-armer, bzw. CO2-neutraler Treibstoffe für die Luftfahrt, da sich nur so die Klimaziele der Luftfahrt erreichen lassen. Da die Entwicklung strombasierter Treibstoffe auf Basis Erneuerbarer Energien unter dem Begriff Power-to-Liquid (PtL) weitgehend marktreif ist (Technology Readiness Level = 8–9 von 9), setzt sich IASA für deren zeitnahe Verwendung in der internationalen Luftfahrt ein. Seit dem Jahr 2017 arbeitet IASA im Auftrag des Umweltbundesamts an einer PtL-Impulskampagne, die voraussichtlich bis Ende 2018 abgeschlossen wird. Die PtL-Impulskampagne soll gezielt auf die Potenziale strombasierter, synthetischer Treibstoffe hinweisen, mögliche Realisierungspfade aufzeigen und dazu beitragen, das öffentliche und politische Interesse zu wecken, sowie zur unternehmerischen Umsetzung zu ermutigen. Dieses Projekt wird im Rahmen der Verbändeförderung durch das Umweltbundesamt (Deutschland) unterstützt.
Mit der Power-to-Liquid-Impulskampagne sollen:
- das fachliche, öffentliche und politische Interesse an bislang unbeachteten PtL-Lösungen geweckt,
- potenzielle Player in Industrie und Luftverkehr sensibilisiert bzw. aktiviert, sowie
- erfolgversprechende Pfade zur Gewinnung nicht fossiler Treibstoffe für den Luftverkehr unter Einsatz erneuerbarer Energien aufgezeigt werden.

In Planung befindet sich derzeit ein PtL-Umsetzungsprojekt, mit dem demonstriert werden soll, dass synthetische Treibstoffe aus Erneuerbaren Energien sich auch in Deutschland effizient, wirtschaftlich und umweltverträglich produzieren lassen und von Luftfahrtgesellschaften angenommen werden.

## Produkte und Dienstleistungen
Zertifizierung
Bereits kurz nach ihrer Gründung war dem Vorstand der IASA klar, dass die Ziele des Vereins nur erreicht werden können, wenn der Grad an Nachhaltigkeit eines Unternehmens sich messen und damit auch kontinuierlich verbessern lassen kann. Daher entwickelte Michael Wühle im Jahr 2014 ein System zur Zertifizierung der Nachhaltigkeit von Organisationen. Das System Sustainability. Now.® orientiert sich dabei an der ISO 26000 „Leitfaden zur gesellschaftlichen Verantwortung“ und übernimmt daraus Empfehlungen, die für die Beurteilung einer Organisation bezüglich Nachhaltigkeit angepasst wurden.
Erreicht eine Organisation über das System Sustainability. Now.® einen Mindeststandard, so erhält sie das IASA-Gütesiegel IASA Certified Sustainability® verliehen, das nachhaltige Unternehmen und Organisationen auszeichnet.

IASA-Gütesiegel Nachhaltigkeit

Am 14. Dezember 2015 wurde als erster Verkehrsflughafen der Allgäu-Airport mit dem Gütesiegel IASA Certified Sustainability® ausgezeichnet. Der Flughafen Memmingen hat anlässlich der Zertifizierung Nachhaltigkeit zu einem Unternehmensziel gemacht.
Seminare und Workshops
IASA veranstaltet Seminare und Workshops im Themenbereich Nachhaltigkeit. Dazu zählen unter anderem:
- Nachhaltigkeitsberichterstattung nach GRI-Standards
- Der nachhaltige Flughafen der Zukunft
- Ausbildung zum geprüften Auditor für das Zertifizierungssystem Sustainability. Now.® und das Gütesiegel IASA Certified Sustainability®
- Nachhaltigkeitsmanagement
- Nachhaltige Unternehmensführung
- Nachhaltige Lieferkette (sustainable supply chain)

Konferenzen
IASA veranstaltet Konferenzen, um ihrem Ziel, der nachhaltigen Luftfahrt näher zu kommen. Experten aus der Luftfahrt diskutieren dort die wichtigen Meilensteine auf dem Weg zur nachhaltigen Luftfahrt. Dabei spielt die Konferenzreihe Greener Skies Ahead eine zentrale Rolle. Die Konferenzreihe wurde von Rudolf (Rolf) Dörpinghaus bereits vor der IASA-Gründung entwickelt und wird nun bei IASA e.V. fortgeführt. Die letzte Greener Skies Ahead fand im Vorfeld der Weltklimakonferenz COP23 am 26. Oktober 2017 in Bonn statt. Die Konferenz stand unter dem Motto „PtL-Solutions for a Sustainable Aviation“. Die Beiträge und Präsentationen können im PtL-Download-Bereich der IASA-Homepage angesehen und heruntergeladen werden.